# In War and Pieces
In War and Pieces det tyska thrash metal-bandet Sodoms trettonde studioalbum, utgivet i november 2010 på Steamhammer och i Japan på Seven Seas i april samma år.
Albumet var bandets sista med trummisen Bobby Schottkowski.

## Låtlista
1. "In War and Pieces" – 4:11
2. "Hellfire" – 3:07
3. "Through Toxic Veins" – 4:43
4. "Nothing Counts More than Blood" – 3:48
5. "Storm Raging Up" – 5:07
6. "Feigned Death Throes" – 3:59
7. "Soul Contraband" – 3:50
8. "God Bless You" – 5:10
9. "The Art of Killing Poetry" – 4:38
10. "Knarrenheinz" – 3:17
11. "Styptic Parasite" – 5:13

Bonusspår på den japanska utgåvan
1. "Murder One" – 3:27

## Medverkande
Musiker
- Tom Angelripper – sång, basgitarr
- Bernd "Bernemann" Kost – gitarr
- Bobby Schottkowski – trummor, slagverk

Produktion
- Waldemar Sorychta – producent, inspelningstekniker, mixning, mastering
- Dennis Koehne – inspelningstekniker, mixning, mastering
- Nadja Herten – låttexter
- Eliran Kantor – albumkonst
- Olli Eppmann – foto